# Bachs
Bachs is een gemeente en plaats in het Zwitserse kanton Zürich, en maakt deel uit van het district Dielsdorf.

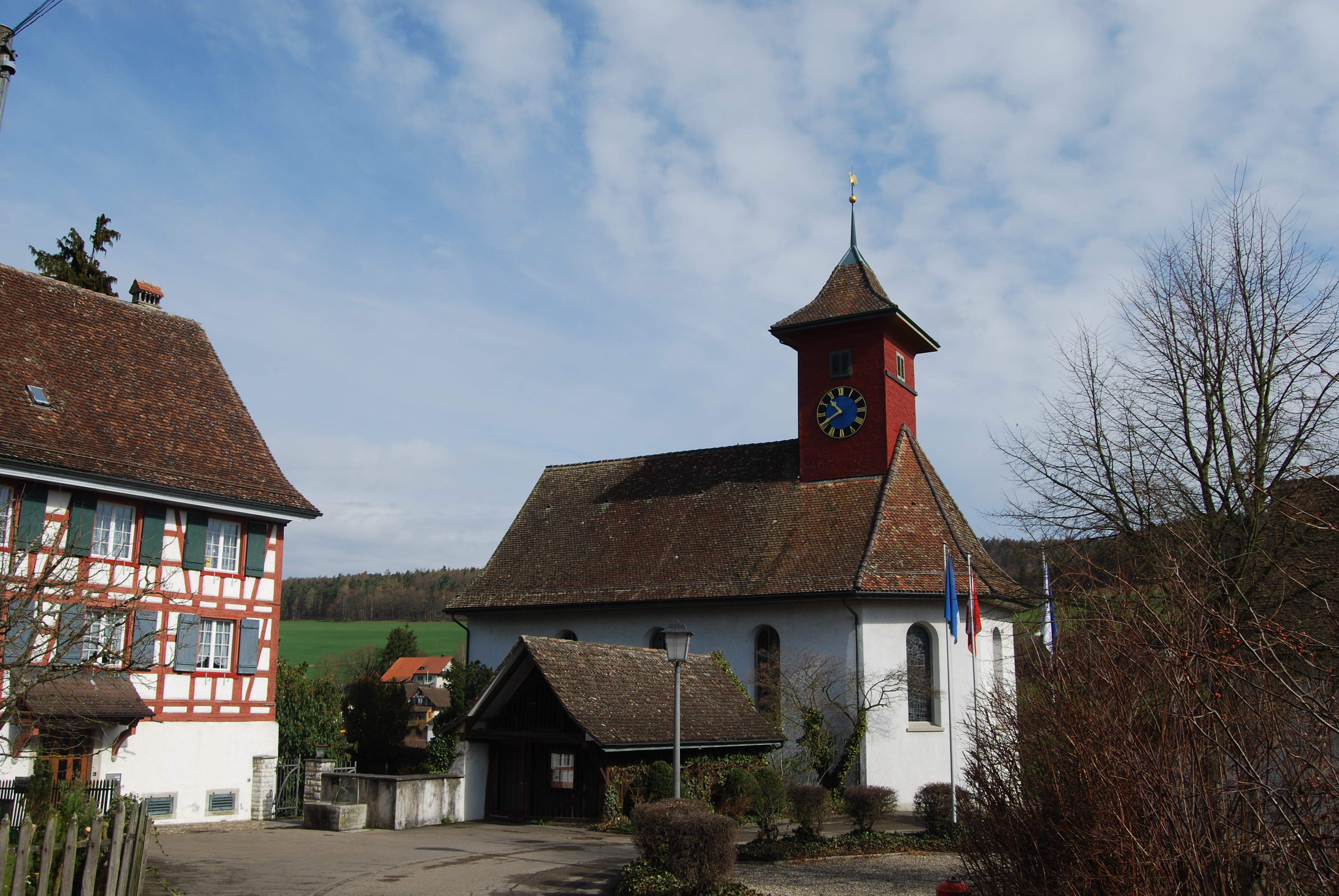
Bachs

Bachs telt 553 inwoners.